# Onze–Lieve–Heer
Onze-Lieve-Heer is een aanduiding die door sommige, overwegend Rooms-Katholieke, christenen gebruikt wordt om Jezus Christus mee aan te duiden.
Heer is een letterlijke vertaling van het Griekse woord κυριος (kurios), een aanspreekvorm die men in het Nieuwe Testament vindt voor Jezus, maar in het Oude Testament ook voor de joods-christelijke God zelf.